# Nabíl-i-A`ẓam
Nabíl-i-A`ẓam, al secolo Mullá Muḥammad-i-Zarandí (in persiano نبيل أعظم‎, Il grande Nabíl, o Nabíl-i-Zarandí, in persiano نبيل زرندي‎, Nabíl di Zarand; Zarand, 29 luglio 1831 – 1892), è stato uno storico iraniano baha'i contemporaneo di Bahá'u'lláh, il fondatore della Fede Bahai, e uno dei diciannove Apostoli di Bahá'u'lláh.
Nabíl è noto per essere l'autore di The Dawn-Breakers, uno dei più importanti e completi scritti sul Báb e sulla sua opera.
Ebbe i primi contatti con il Bábismo all'età di 16 anni e incontrò Bahá'u'lláh nel 1851.
Fece diversi viaggi per conto di Bahá'u'lláh, e fu imprigionato in Egitto. Fu la sola persona che fece i due pellegrinaggi prescritti da Bahá'u'lláh alla Casa del Báb a Shiraz e alla casa di Bahá'u'lláh a Baghdad.
Dopo il trapasso di Bahá'u'lláh scrisse, su richiesta di 'Abdu'l-Bahá, la Tavola della Visitazione, derivandola dagli scritti di Bahá'u'lláh. La Tavola viene normalmente letta nel Mausoleo di Bahá'u'lláh.

## Primi anni
Nabíl era un pastore che si sforzò di migliorare la propria cultura elementare. Accompagnò diverse volte il padre a Qom dove imparò a leggere il Corano.
Nel 1847 mentre si trovava nel villaggio di Rubat-Karim gli capitò di ascoltare una discussione sul Báb e ne fu immediatamente interessato. 
Successivamente approfondì la propria conoscenza sul Babismo e ne divenne un fedele.
Trasferitosi a Teheran riprodusse gli scritti del Báb. A Teheran incontrò altri seguaci del Báb, compreso Bahá'u'lláh
Nel 1852 vi fu un fallito attentato, contro lo scià Nasser al-Din Shah Qajar a cui seguì una violenta repressione e persecuzione contro i seguaci del Báb, oppressione da lui poi ampiamente narrata.
In quel periodo Nabíl pretese, a seguito di una presunta ispirazione divina, la leadership della comunità babista, ma successivamente dopo avere incontrato Bahá'u'lláh ne riconobbe e accettò la rivelazione d'essere lui Colui che Dio renderà manifesto e ritirò ogni sua pretesa.

## Viaggi
Bahá'u'lláh mandò diverse volte Nabíl presso le comunità babiste della Persia, di Baghdad e di Adrianopoli per rafforzarne i legami e dare un senso di unità.
Durante gli anni 1867 e 1868 si prodigò nell'informare le comunità babiste che Bahá'u'lláh era Colui che Dio renderà manifesto.
Durante quei suoi viaggi fece il pellegrinaggio alla casa del Báb a Shiraz e alla casa di Bahá'u'lláh a Baghdad. 
Nel 1868 fu inviato da Bahá'u'lláh in Egitto, dove fu imprigionato. Dopo la liberazione si recò ad Acri, ma, essendo stato riconosciuto da seguaci di Ṣubḥ-i-Azal, l'oppositore di Bahá'u'lláh, temendo altri problemi, si allontanò dalla città.
Viaggiò attraverso la Palestina, soggiornando sul Monte Carmelo e a Nazaret finché non fu in grado di rientrare ad Acri dove restò ottantun giorni e poté incontrare Bahá'u'lláh. 
Successivamente, Bahá'u'lláh lo inviò nuovamente in Persia per sostenere i credenti del posto. 
Nel 1888 iniziò a scrivere The Dawn-breakers, anche con l'aiuto di Mírzá Músá, il fratello fedele di Bahá'u'lláh. 
Completò l'opera in circa un anno e mezzo; parte di quel resoconto storico fu anche rivisto e approvato da Bahá'u'lláh, altre parti da `Abdu'l-Bahá.
Oltre alla storia della Fede babì e bahai scrisse diverse poesie di stampo religioso e su eventi storici dell'epoca.
Bahá'u'lláh in una tavola a lui dedicata lo inserì tra i suoi più amati seguaci il cui nome era stato vergato dal Dito di Dio

## Epilogo
Dopo il suo rientro dalla Persia visse ad Acri fino al trapasso di Bahá'u'lláh nel 1892.
Sopraffatto dal dolore, per quell'enorme mancanza, si lasciò morire annegandosi nel mare di fronte ad Acri; il suo corpo fu ritrovato sulla spiaggia in prossimità della città.